# 地花细辛
地花细辛（学名：Asarum geophilum）是马兜铃科细辛属的植物，为中国的特有植物。分布在中国大陆的广东、广西、贵州等地，生长于海拔250米至700米的地区，多生长于密林下和山谷湿地。

## 别名
大块瓦（广西） 铺地细辛（贵州植物志）